# Cleon I
Cleon I (11.988 EG - 12.038 EG) è un personaggio immaginario del ciclo della Fondazione dello scrittore di fantascienza Isaac Asimov.
Fu l'ultimo Imperatore della dinastia Entun, sotto il quale l'Impero Galattico conobbe l'ultimo periodo di splendore culturale e la sua capitale, Trantor, giunse al culmine della sua bellezza.
Cleon I è presente nei libri Preludio alla Fondazione e Fondazione anno zero.

## La storia
Cleon I salì al trono imperiale all'età di ventidue anni, succedendo a suo padre Stanel VI. Il suo ruolo è legato principalmente alla figura del matematico Hari Seldon, che giunse su Trantor durante il suo regno.
Viene descritto da Asimov come un uomo amabile, non molto a suo agio nel rigido cerimoniale imperiale.
Sotto il suo regno il potere fu in realtà nelle mani dei suoi due abilissimi Primi Ministri.
Il primo fu Eto Demerzel, grande protettore di Seldon, che dovette abbandonare la poltrona quando cominciarono a circolare voci sulla sua vera identità. Il secondo, su consiglio di Demerzel, fu lo stesso Seldon, il suo successore naturale.
Fu al decimo anno di governo di Seldon che sopraggiunse una crisi, brillantemente risolta dal matematico. Nonostante ciò Mandel Gruber, nominato da Cleon giardiniere capo, non volendo rinunciare alla sua vita all'aria aperta per le nuove mansioni di ufficio, uccise l'Imperatore.
Alla morte del sovrano, finì anche la carriera politica di Seldon e sopraggiunsero dieci anni di giunta militare.